# STS-61-B
STS-61-B, voluit Space Transportation System-61-B, was een Spaceshuttlemissie van de NASA waarbij de Space Shuttle Atlantis gebruikt werd. De Atlantis werd gelanceerd op 26 november 1985. Dit was de drieëntwintigste Space Shuttlemissie en de tweede vlucht voor de Atlantis. Tijdens deze vlucht werden drie communicatiesatellieten in een baan rond de aarde gebracht.

## Bemanning
- Brewster H. Shaw, Jr (2), bevelhebber
- Bryan D. O'Connor (1), Piloot
- Mary L. Cleave (1), Missie specialist 1
- Sherwood C. Spring (1), Missie Specialist 2
- Jerry L. Ross (1), Missie Specialist 3
- Rodolfo Neri Vela (1), Payload Specialist 1 - Mexico
- Charles D. Walker (3), Payload Specialist 2

tussen haakjes staat de aantal vluchten die de astronaut gevlogen zou hebben na STS-61-B

## Missieparameters
- Massa
  - Shuttle bij Lancering: 118.664 kg
  - Shuttle bij Landing: 93.316 kg
  - nuttige lading: 21.791 kg
- Perigeum: 361 km
- Apogeum: 370 km
- Glooiingshoek: 28.5°
- Omlooptijd: 91.9 min